# The Leisure Hive
The Leisure Hive (La Colmena del Ocio) es el primer serial de la 18.ª temporada de la serie británica de ciencia ficción Doctor Who, emitido originalmente en cuatro episodios semanales del 30 de agosto al 20 de septiembre de 1980. Marca el regreso de John Leeson como la voz de K-9.

## Argumento
Las vaciones del Cuarto Doctor y Romana en la Brighton eduardiana terminan de golpe cuando K-9 se mete en el mar y explota. Deciden dirigirse a la Colmena del Ocio en Argolis, un complejo vacacional para los argolines supervivientes tras su devastadora guerra de veinte minutos contra los foamasi cuarenta años atrás. Llegan en un momento de crisis. La Colmena del Ocio se enfrenta a la bancarrota por la caída del comercio turístico (por la fuerte competencia contros planetas de ocio) y el agente terrestre de Argolin, Brock, llega con su abogado Klout para hacer una oferta de compra del planeta entero. Sin embargo, la oferta viene de los foamasi, la única especie que podría sobrevivir en la superficie radiactiva de Argolis, y por tanto los argolines ni siquiera la consideran. Impactado por el shock de los eventos, el anciano presidente de la junta, Morix, sucumbe a una rápida muerte, la maldición de guerra de los argolines de una avanzada degradación celular, y su consoerte Mena es nombrada nueva presidenta. Al Doctor le intriga la manipulación del taquión del recreador de generador de taquiones de ocio, que es la principal atracción turística y que puede duplicar y la materia orgánica, y es testigo de cómo el generador mata a un turista humano tras el sabotaje, el último en una serie de sucesos provocados...

### Continuidad
Todos los seriales entre The Leisure Hive y The Five Doctors están interconectados de cualquier forma, ya sea dirigiendo de una historia a la siguiente o por referencia directa. Aunque el dispositivo aleatorio desaparece de la TARDIS en esta historia, el Guardián Negro no atrapa al Doctor hasta que se encuentra en su quinta encarnación en Mawdryn Undead.
Al principio de la historia, en la temporada baja de playa en Brighton, el Doctor dice gruñendo que es la segunda vez que se ha perdido la apertura del Brighton Pavillion (por dos siglos, al parecer). La primera vez fue con Leela en Horror of Fang Rock.
A partir de esta historia, el Doctor abandonó su bufanda multicolor y la cambio por otra de color borgoña y púrpura. También aparecieron los signos de interrogación como elemento habitual del vestuario del Doctor. Lleva también un nuevo abrigo color borgoña como parte de su nueva combinación de colores en el vestuario.

## Producción
| Episodio          | Fecha de emisión         | Duración | Espectadores en millones | Estado en el archivo  |
| ----------------- | ------------------------ | -------- | ------------------------ | --------------------- |
| Episodio 1        | 30 de agosto de 1980     | 23:33    | 5,9                      | Cinta original en PAL |
| Episodio 2        | 6 de septiembre de 1980  | 20:45    | 5,0                      | Cinta original en PAL |
| Episodio 3        | 13 de septiembre de 1980 | 21:21    | 5,0                      | Cinta original en PAL |
| Episodio 4        | 20 de septiembre de 1980 | 21:19    | 4,5                      | Cinta original en PAL |
| [ 1 ] [ 2 ] [ 3 ] |                          |          |                          |                       |

Entre los títulos provisionales se incluyen The Argolins y Avalon. El escritor David Fisher concibió a los foamasi como una raza de criminales organizados. "Foamasi" es prácticamente un anagrama de "mafioso". El serial se escribió como una sátira del declive del turismo en el Reino Unido en los setenta. El vestuario alienígena de los foamasi se reutilizó en la serie de 1981 de la BBC The Hitchhicker's Guide to the Galaxy.
En este serial se introdujo un nuevo modelo exterior de la TARDIS que reemplazó al anterior usado desde The Masque of Mandragora, y que se utilizaría durante el resto de la serie clásica hasta su cancelación en 1989. También fue el primer serial que usó el proceso de imagen digital Quantel Paintbox. El rodaje de la historia se pasó con mucho del presupuesto, y esto provocó que el director, Lovett Bickford, no volvería a trabajar en la serie.

### Cambios en el formato
Esta fue la primera historia de Doctor Who producida por John Nathan-Turner. Nathan-Turner quería alejarse de lo que él consideraba la excesiva tontería de las historias más recientes, y quería mejorar la producción del programa, porque pensaba que era pobre comparada con las rimbombantes series de ciencia ficción americanas. Entre los cambios que introdujo Nathan-Turner fue la reducción de las apariciones de K-9 (que está estropeado durante la mayor parte de este serial), hasta retirar el personaje en Warriors' Gate. Nathan-Turner seguiría produciendo Doctor Who hasta 1989.
En un paso adelante en la actualización de la imagen de la serie, la sintonía original de Delia Derbyshire se reemplazó por un arreglo más moderno de Peter Howell y un nuevo logo ochentero en luces de neon (muy de moda en la época) que reemplazó al logo de diamante asociado al Cuarto Doctor. La cabecera nueva está más asociada con el Quinto Doctor.
Tom Baker, Lalla Ward, Barry Letts y Christopher H. Bidmead, todos protestaron por la decisión de John Nathan-Turner de añadir signos de interrogación a la camisa de Baker, diciendo que era rebuscado. Baker en particular se mostró especialmente disgustado y le dijo a Nathan-Turner que era "molesto, absurdo y ridículo", mientras Bidmead lo llamó después "un artilugio tonto y de verdad bastante absurdo". Bidmead, que encontró su trabajo con Tom Baker "difícil, por decir algo", supuestamente le dijo a Baker y Nathan-Turner durante la grabación de The Leisure Hive que hubieran sido para él más apropiados signos de exclamación. Sylvester McCoy, el Séptimo Doctor más tarde protestaría en términos similares por los signos de interrogación, pero estos no se eliminaron hasta el fin de la serie clásica en 1989. A Baker tampoco le gustaba su nueva bufanda, pidiendo que volviera la anterior multicolor, pero al menos expresó gratitud a la diseñadora de vestuario June Hudson por negarse a las peticiones de Nathan-Turner de quitar del todo la bufanda y alcanzar el término medio.
Las estrellas también protestaron contra muchos de los otros cambios de John Nathan-Turner. Tom Baker y Lalla Ward criticaron el cambio de la cabecera y la sintonía. Baker también criticó la nueva música de fondo sintetizada, diciendo que era mucho peor que las bandas sonoras anteriores de Dudley Simpson. Ward protestó posteriormente de que Nathan-Turner había "quitado todo el humor agradable", y Baker dijo que quería que los guiones mejoraran y adquirieran algo de la calidad de los de la era de Philip Hinchcliffe, ya que pensaba que la calidad de los mismos se había reducido con Graham Williams. Después dijo que esa mejora no se había producido, y que la mayor parte de los cambios de Nathan-Turner eran o cosméticos o equivocados.